# Per-Larstjärnen, Dalarna
Per-Larstjärnen är en sjö i Malung-Sälens kommun i Dalarna och ingår i Dalälvens huvudavrinningsområde.